# Герцогство Парма и Пьяченца
Пармское герцогство или Герцогство Парма и Пьяченца (итал. Ducato di Parma e Piacenza) было создано в 1545 году из части Миланского герцогства, что располагалась к югу от реки По, как феодальное владение для незаконнорождённого сына папы римского Павла III, Пьера Луиджи Фарнезе, с центром в городе Парма.

## История герцогства
В ходе войны Камбрейской лиги папа Юлий II присоединил Парму вместе с Пьяченцей, принадлежавшие Миланскому герцогству, к папским владениям. Однако уже в 1515 году в ходе той же войны следующий папа Лев X утратил эти территории в пользу французов. Но уже в ходе следующей Итальянской войны он сумел вернуть себе Парму и Пьяченцу.

### Под управлением рода Фарнезе
В 1545 году папа Павел III (в миру Алессандро Фарнезе) передал Парму и Пьяченцу, с их областью и с титулом герцогства, своему незаконному сыну Пьеру Луиджи Фарнезе. Через два года, в 1547 году, герцог Фарнезе вызвал своим деспотизмом заговор среди высших классов общества и был убит. Пьяченцу после этого занял миланский наместник императора Карла V, Ферранте I Гонзага, а Парма при помощи папских войск осталась за Оттавио Фарнезе, сыном убитого Пьера.
Новый герцог долго и тщетно старался восстановить целостность своего герцогства, для чего попеременно заключал союзы с Францией и Венецией против Карла V, а затем вместе с последним против папы, непримиримого врага императора. Наконец после смерти Павла III и отречения Карла V ему удалось склонить на свою сторону короля Испании Филиппа II и при содействии Испании получить обратно Парму, сильно пострадавшую от войн. В 1556 году Оттавио Фарнезе взял Пьяченцу, а в 1558 году закрепил её за собой по договору с Филиппом II, став таким образом также герцогом Пьяченцы, а само государство стало называться герцогством Парма и Пьяченца.
Оттавио Фарнезе умер в 1586 году, оставив престол своему сыну, знаменитому испанскому полководцу Алессандро Фарнезе, который почти всё время своего правления был занят войной в Нидерландах.
Его сын и преемник Рануччо I не был любим своим народом и завёл споры с римским престолом, которые длились почти 100 лет.
В правление его сына, Одоардо Фарнезе, супруга Маргариты Медичи, ставшего таким образом союзником Тосканы и Франции в антииспанском блоке в Северной Италии, куда также вошла Савойя, Парма участвовала в Тридцатилетней войне. Соответствующий договор был оформлен в 1633 году. Однако данный альянс не принес Одоардо никаких политических выгод: содержание 6000 войска было очень обременительным для небольшого герцогства, и, несмотря на большие расходы, военная кампания против испанцев стала провальной. Пьяченца была оккупирована испанскими войсками, а войско самого Одоардо было разбито их союзником герцогом Модены Франческо I д’Эсте. Ввиду отсутствия помощи со стороны Франции, Одоардо при посредничестве папы Урбана VIII заключил в 1637 году с испанцами мир.
Амбициозная внешняя политика Одоардо Фарнезе привела к тяжелой финансовой ситуации в Парме; ватиканские банкиры, выступавшие в качестве кредиторов герцога, постепенно стали выражать обеспокоенность неуплатой правителем Пармы его долгов. В то же время папа Урбан VIII из рода Барберини, желая обеспечить будущее своих племянников, потребовал от Одоардо Фарнезе продать им права на герцогство Кастро. Отказ герцога привёл к интервенции папских войск в 1641 году и оккупации герцогства Кастро. В начале 1642 года последовало отлучение Одоардо Фарнезе от церкви. Однако герцог Пармский вторгся со своим воинским контингентом в Папское государство, что привело к началу мирных переговоров в Кастель-Джорджо. В возобновившейся вскоре войне союзниками герцога Одоардо выступили великий герцог Тосканский Фердинандо II Медичи, герцог Модены Франческо I и Венецианская республика, которые были обеспокоены завоевательными устремлениями Барберини. Объединённая армия нанесла Барберини поражение при Лагоскуро, следствием которого стал Феррарский мир 1644 года, восстановивший довоенное положение дел.
Одоардо умер в 1646 году. Ему наследовал сын Рануччо II. Рануччо II занял Пармский престол будучи ещё несовершеннолетним, поэтому до 1648 года герцогством управляли регенты в лице его матери Маргариты Медичи и дяди кардинала Франческо Марии Фарнезе. Французское правительство для возобновления союза с Фарнезе предложило юному герцогу руку одной из племянниц кардинала Мазарини; несмотря на явное экономическое преимущество такого брака (приданое потенциальной невесты составляло 500 000 скуди, а герцогство Парма отчаянно нуждалось в деньгах), Рануччо отклонил французскую партию из-за невысокого политического статуса невесты. В продолжавшейся до 1659 года франко-испанской войне герцогу Пармы удалось сохранить нейтралитет, хотя он был вынужден разрешить проход через свою территорию войскам воюющих сторон. В 1649 году папа Иннокентий X объявил Рануччо II войну, и герцог, потерпев поражение, потерял герцогство Кастро, секуляризированное в итоге папой. Его сыновья Франческо и Антонио, правившие последовательно, умерли бездетными, и таким образом род семейства Фарнезе управлявший герцогством, пресекся в 1731 году.
В течение двух веков Парма и Пьаченца жили под властью династии Фарнезе жизнью небольшого самостоятельного государства с деспотическим управлением, блистая роскошью двора, по обычаю всех итальянских дворов покровительствовавшего развитию искусств (ещё ранее пармские соборы и хранилища произведений искусства были поставлены на значительную высоту знаменитым Корреджо, жившим здесь с 1518 по 1530 год).

### Под властью Бурбонов и Габсбургов
После пресечения владетельного рода герцогство было унаследовано младшим сыном короля Испании доном Карлосом, чья мать Изабелла (Елизавета) Фарнезе была племянницей последних двух герцогов из рода Фарнезе и последней представительницей этого рода. Дон Карлос управлял герцогством до окончания войны за Польское наследство в 1735 году, когда Парму уступили императору Карлу VI в обмен на Королевство Обеих Сицилий, королём которых и стал Карлос.
Габсбурги, однако, правили герцогством только до заключения Второго Аахенского мира в 1748 году. Мария-Терезия уступила его (вместе с герцогством Гвасталлой, которая с того времени надолго вошла в состав одного с ними государства) назад Бурбонам в лице дона Филиппа, младшего брата дона Карлоса. В качестве герцога Филипп стал основателем Бурбон-Пармского дома.

### Утверждение Бурбонов
Управление Бурбонов в Парме мало чем отличалось от их управления в других странах: процветала инквизиция (впрочем изгнанная герцогом Филиппом I в 1768 году и конфисковавшим имущество католической церкви), мысль и слово находились под тяжелым гнетом, подати были весьма тяжелы.
При малолетнем сыне Филиппа Фердинанде, наследовавшим престол с 1765 года, снова возникли несогласия с папским престолом, упорствовавшим в ленном господстве над Пармою. Министр Дю Тийо с успехом защищал права престола, но при достижении Фердинандом совершеннолетия был уволен от должности, а сам Фердинанд оказался в полной власти духовенства, по внушению которого ввел даже инквизицию.
С началом революционных войн Фердинанд принял сторону Австрии. В 1796 году герцогство было занято французскими войсками под командованием Наполеона Бонапарта. Фердинанд, оставленный Австрией на произвол судьбы, откупился от французов 2 000 000 лир и 20 лучшими картинами из пармской галереи, но уже через год, по Кампо-Формийскому миру, должен был уступить Цизальпинской республике свои владения по левому берегу реки По. В феврале 1801 года, по Люневильскому миру, герцог получил в качестве компенсации великое герцогство Тосканское, но лишился его по Аранхуэсскому договору между Францией и Испанией в апреле 1801 года. На месте герцогства Тосканского было создано королевство Этрурия, переданное сыну Фердинанда Людовику, а герцог Фердинанд формально согласился уступить герцогство Наполеону.

### Во власти Наполеона
В то же время территории Пармского герцогства были объединены в Цизальпинскую республику до 1802 года, после чего, с 1802 по 1805 годы, в Итальянскую Республику, и с 1805 по 1808 годы в королевство Италию. В 1806 году Наполеон выделил Гвасталлу и отдал её своей сестре Паулине Боргезе. В 1808 году французская империя аннексировала и сформировала из оставшихся территорий департамент Таро.
По парижскому миру 1814 года и венскому договору 1815 года, Парма, Пьяченца и Гвасталла были отданы жене Наполеона Марии-Луизе, но, ввиду протестов Испании, в 1817 году особым договором, заключенным в Париже, было постановлено, что после смерти Марии-Луизы герцогства переходят к наследникам Людовика, бывшего короля Этрурии, за исключением территории по левому берегу По, оставшейся за Австрией. Герцогство было переименовано в герцогство Парма, Пьяченца и Гвасталла — название, которое оно сохранило до конца своего существования. Управление Марии-Луизы, вполне подчинявшейся Меттерниху, не могло подавить стремлений к свободе и единству Италии. Хотя волнения 1831, 1833 и 1846 годов были подавлены австрийскими войсками, но смерть Марии-Луизы в 1847 году, после которой герцогство пармское перешло к Карлу II, правившему до тех пор в крошечном герцогстве Лукка, вызвала новые волнения.

### Реставрация Бурбонов
На требование реформ, предъявленное Карлу II депутацией от народа, он отвечал репрессиями и введением в герцогство австрийских войск. 20 марта 1848 года вспыхнула революция, принудившая герцога к бегству из страны. Страна была занята сардинскими войсками, но 9 августа того же года Сардиния заключила с Австрией перемирие, в силу которого очистила Парму и Пьяченцу вместе с Моденой (Гвасталла ещё в январе 1848 года была уступлена Модене); там водворилось австрийское управление. В марте 1849 года Карл II отрекся от престола в пользу своего сына Карла III, жестокого, корыстолюбивого и развратного.
Началась страшнейшая реакция, руководимая первым министром, любимцем герцога, англичанином Уордом; тюрьмы наполнились арестантами, цензура свирепствовала. Опорой власти был австрийский гарнизон. В 1854 году Карл III был убит на улице Пармы; убийца скрылся в толпе симпатизировавшего ему народа.
Престол занял малолетний сын Карла Роберт (родился в 1848 году), а фактическая власть перешла к вдове Карла Луиза Марии-Луизе, сестре графа Шамбора. Регентша пыталась управлять, не раздражая народ, но, вызвав недовольство Австрии, не сумела приобрести народных симпатий. В 1859 году, когда вспыхнула война между Австрией и Сардинией, народ громко требовал присоединения к Сардинии; даже среди офицеров пармских войск Мария-Луиза не находила поддержки и 30 апреля 1859 года покинула страну вместе с сыном. Через несколько дней она вернулась и хотела сохранить нейтралитет, но это оказалось невозможным; нейтралитета Пармы не признавали ни австрийцы, ни сардинцы, ни сами жители Пармы, призывавшие к себе войска Виктора-Эммануила. Страна была занята последними, кроме Пьяченцы, где ещё с 1848 года стоял австрийский гарнизон; но битва при Мадженте (4 июня) вынудила его очистить и этот город. 8 июня в Парме образовалось временное правительство, а 9 июня Мария-Луиза отреклась от престола и вновь покинула страну. Временное правительство провозгласило присоединение Пармы к Сардинии. Было произведено народное голосование; 63 403 голосов было подано за присоединение, 506 — против.
В декабре 1859 года Герцогство Парма, Пьяченца и Гвасталла и герцогство Лукка были объединены с великим герцогством Тосканским и герцогством Моденским, сформировав Объединённые провинции Центральной Италии. Декретом 18 марта 1860 года Парма с Пьяченцой были официально включены в состав Сардинского королевства, год спустя преобразованного в Королевство Италия.
Дом Пармских Бурбонов продолжает предъявлять права на герцогство и по сей день. Карлос-Уго (карлистский претендент на испанский трон в 1970-х) — глава Дома Пармских Бурбонов с 1977 года.